# DWスタジアム
DWスタジアム（DW Stadium）は、イングランドのグレーター・マンチェスターウィガンにあるスタジアム。以前はJJBスタジアムと呼ばれていた。UEFAの試合など、命名権を使用できない場合はウィガン・アスレティック・スタジアム（Wigan Athletic Stadium）と表記される。

## 概要
1999年に完成した。イングランドのスポーツ用品小売業会社のJJBスポーツが10年の命名権を取得。契約終了後、ウィガン・アスレティックのオーナーであるデイヴィッド・ウィーランの頭文字DWからとった。
また、ラグビーリーグのウィガン・ウォリアーズの本拠スタジアムでもある。

## 入場者数

### 平均入場者数
- 2007-08: 18,365 (プレミアリーグ)
- 2006-07: 18,159 (プレミアリーグ)
- 2005-06: 20,233 (プレミアリーグ)
- 2004-05: 11,563 (チャンピオンシップ)